# Cyrebia luperinoides
Cyrebia luperinoides là một loài bướm đêm trong họ Noctuidae.